# Eric Millegan
Eric Millegan (Hackettstown, Nova Jérsei, 25 de agosto de 1974) é um ator americano, conhecido principalmente pelo seu trabalho na série Bones do canal FOX em que ele atua como o Doutor Zachary Uriah Addy (Zack). Ele atualmente mora em Los Angeles, Califórnia.